# Tatra (Bier)

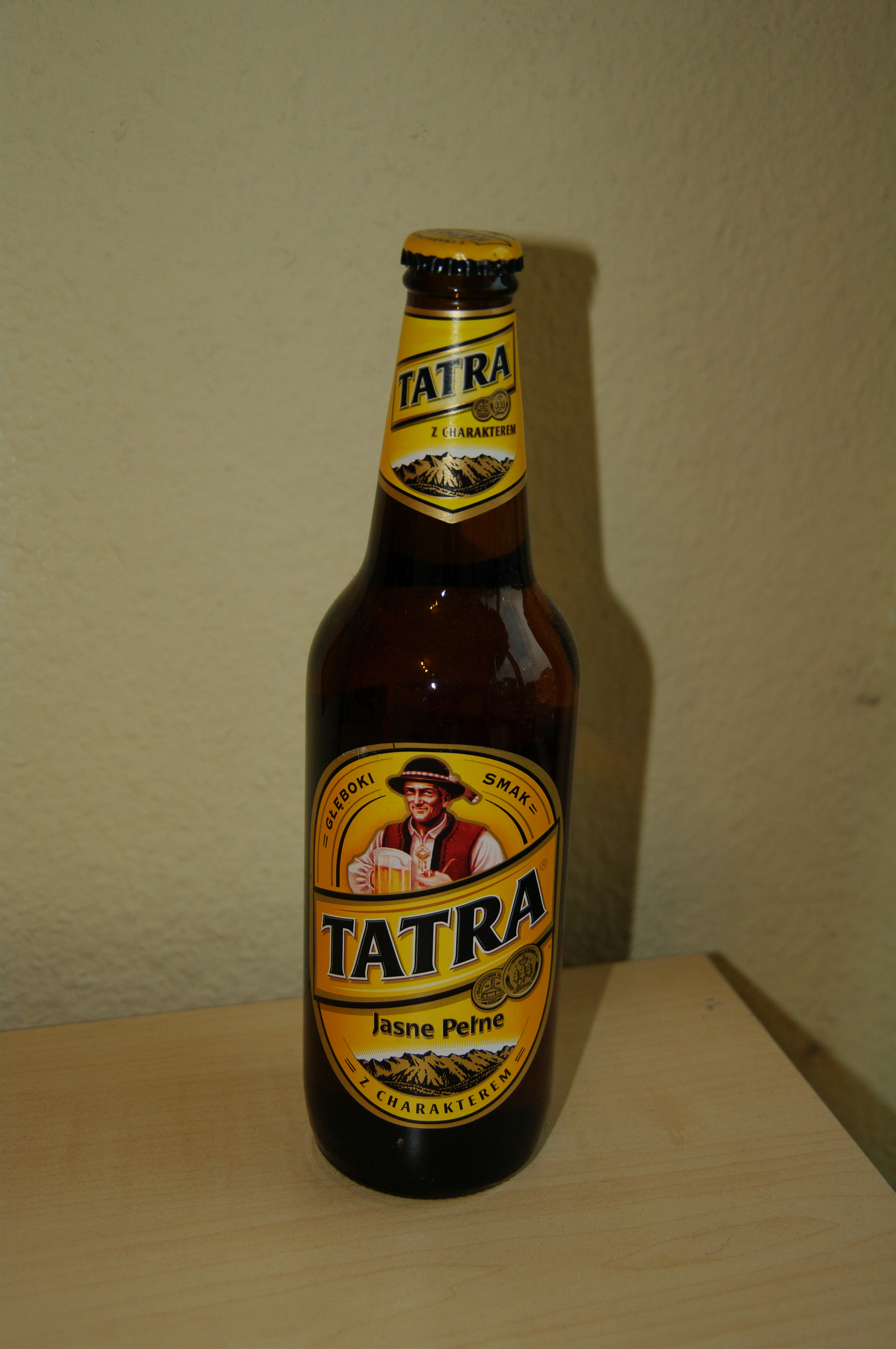
Tatra

Tatra ist ein polnisches untergäriges Bier. Es wird in drei Brauereien gebraut, die sich in Elbląg, Leżajsk und Warka befinden. Diese Brauereien gehören zur Żywiec-Gruppe und sind zu 61 % im Eigentum von Heineken.
Tatra wurde seit Ende der 1970er Jahre in der Brauerei in Żywiec unter der Bezeichnung Tatra Żywiec Lager gebraut. 1992 endete die Produktion, die Marke wurde aber im April 1998 erneut auf den Markt gebracht. Es gehört zu den beliebtesten Bieren in Polen und wird auch nach Deutschland exportiert.

## Sorten
- Tatra Jasne Pełne, helles Lager mit einem Alkoholgehalt von 6 %
- Tatra Mocne, helles Lager mit einem Alkoholgehalt von  7 %
- Tatra Grzaniec, Winterbier, das warm getrunken wird und Zimt-, Kardamom- und Kirschenaroma enthält, mit einem Alkoholgehalt von 5,8 %